# Microrregión de Tabuleiro
La microrregión de Tabuleiro es una de las microrregiones del estado brasileño de Santa Catarina perteneciente a la mesorregión Gran Florianópolis. Su población fue recensada en 2010 por el IBGE en 23.926 habitantes y está dividida en cinco municipios. Posee un área total de 2.383,147 km².

## Municipios
- Águas Mornas
- Alfredo Wagner
- Anitápolis
- Rancho Queimado
- São Bonifácio

- Datos: Q2439531